# Hugo Osterhaus
Hugo Osterhaus (* 15. Juni 1851 in Belleville (Illinois); † 11. Juni 1927 in Castle Point, New York) war ein Konteradmiral in der US Navy.

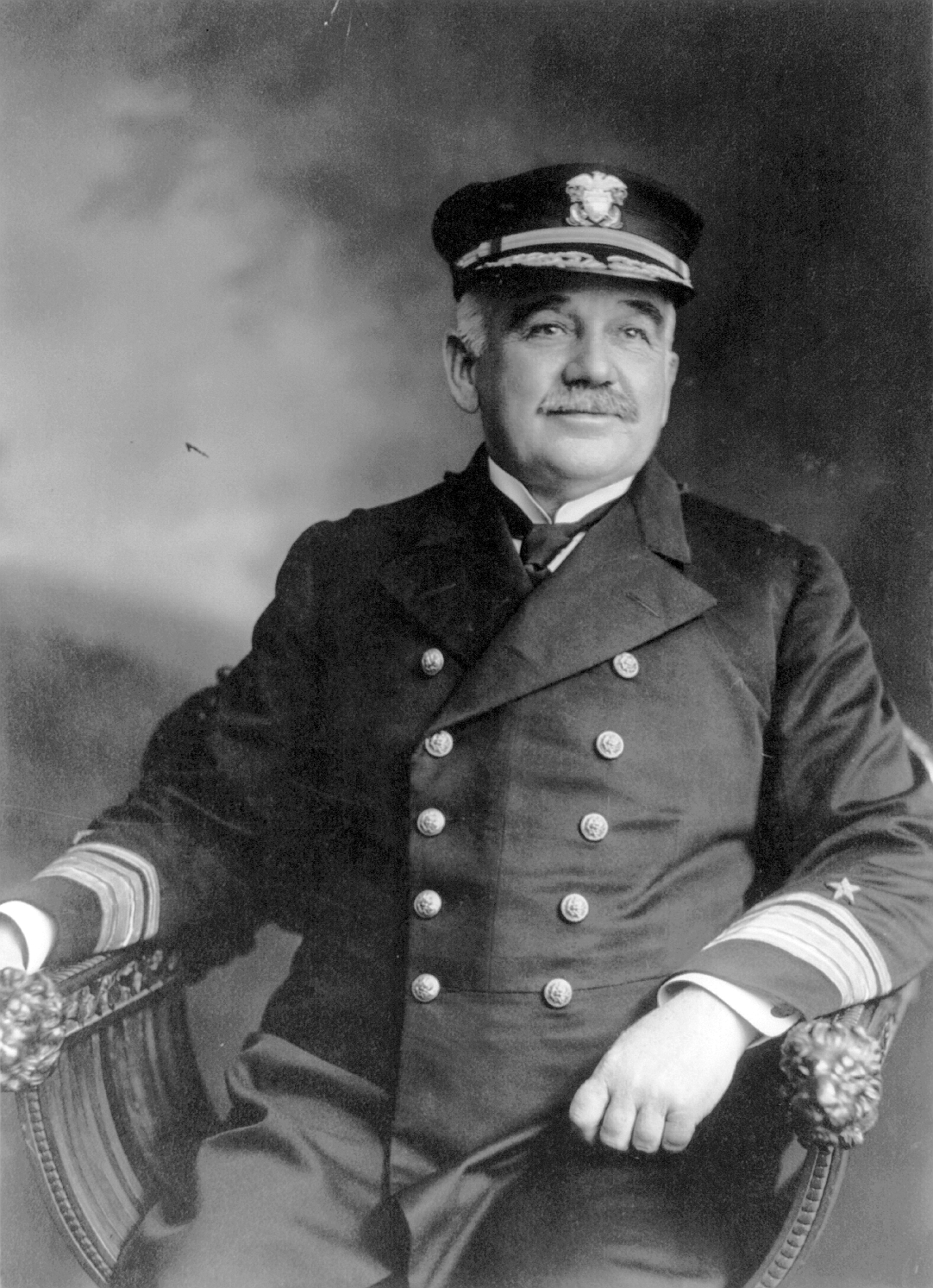
Hugo Osterhaus 1913

## Biografie
Osterhaus war der Sohn des Generals der United States Army im Sezessionskrieg, Peter Joseph Osterhaus (1823–1917), der im Sezessionskrieg kämpfte. Er war Vater von Hugo Wilson Osterhaus (1878–1972), der ebenfalls in der US Navy tätig war. Beide sind auf dem Nationalfriedhof in Arlington beerdigt.
Osterhaus diente seit 1865 als Midshipman. 1874 wurde er Lieutenant, 1880 Lieutenant Commander, 1901 Captain und 1906 Rear Admiral. Er befehligte um ab 1907 u. a. das Schlachtschiff Connecticut der Great White Fleet. Er war von 1911 bis 1913 Commander in Chief der US Atlantic Fleet. 1913 wurde er pensioniert. Von 1917 bis 1920 während des Ersten Weltkrieges wurde er reaktiviert und er befehligte eine Einheit des United States Fleet Forces Command der Atlantikflotte.

## Ehrungen, Auszeichnungen
- Navy Cross, im Ersten Weltkrieg
- 1943 in Port Newark, New Jersey, wurde ihm zu Ehren durch sein Enkelkind Helen Osterhaus der Geleitzerstörer die USS Osterhaus (DE-164)[1] getauft.